# Marcolfa (scultura)
La marcolfa (o margolfa) è un volto umano scolpito su pietra, posto sopra l'uscio di casa, o su un arco stradale, in alcune zone dell'Appennino settentrionale (ligure e tosco-emiliano, in prevalenza).
L'antica tradizione, con scopi apotropaici, secondo gli studiosi risalirebbe alle popolazioni celtiche che abitavano questi monti prima della colonizzazione romana, e interessa sia i borghi sia edifici rurali come stalle. Marcolfe si possono trovare anche su muri esterni, fontane e camini.

## L'immagine
Le marcolfe più antiche ritraevano visi deformi, quasi mostruosi, per incutere timore e, nella credenza popolare, tener lontani demoni, spiriti maligni, streghe, "energie" negative eccetera. 
Le più recenti sono maschere grottesche o sbeffeggianti, utilizzate sempre come  monito verso chi ci passa sotto, entrando in un edificio o transitando lungo la via.

## L'origine
Questa usanza sarebbe l'evoluzione d'una truculenta pratica celtica: appendere sull'ingresso la testa mozzata di un nemico, come chiaro avvertimento riguardo al "carattere" degli abitanti. Da quelle vere si sarebbe passati a teste di pietra o legno, intere, o stilizzate in bassorilievo: soprattutto femminili, ma anche maschili e animali.
Oggi la tradizione è perpetrata da nuove generazioni di scalpellini, grazie anche a iniziative di associazioni ed enti locali.

## Il nome
Il termine "marcolfa" viene fatto derivare dal germanico "markulf", da "mark" (confine) e "wolf" (lupo), con il significato di "custode, sentinella" ("cane da guardia").
Nel modenese (dove si dice "margolfa"), in Garfagnana  e altrove, la parola è anche sinonimo di "donna grassa, brutta, goffa": c'è chi collega questo uso metaforico al fatto che lo scrittore e commediografo emiliano Giulio Cesare Croce nel proprio capolavoro Bertoldo, Bertoldino e Cacasenno scelse il nome Marcolfa per la moglie del capostipite.

## Diffusione
Le marcolfe sono molto diffuse per esempio in aree dell'Appennino emiliano come il Frignano, dove centri come Fiumalbo, Fanano e Pavullo ne contano ancora decine.